# Stegana ornatipes
Stegana ornatipes är en tvåvingeart som beskrevs av Wheeler och Hajimu Takada 1964. Stegana ornatipes ingår i släktet Stegana och familjen daggflugor. Inga underarter finns listade i Catalogue of Life.